# バリアフリーマン
バリアフリーマンは、ゆでたまごの漫画『キン肉マンII世』に登場する架空の人物。
アニメ版の声優は川津泰彦（ニルス）、島田敏（ジージョマン）。

## 主な特徴
初登場は、復活超人オリンピック ザ・レザレクション編「超人オリンピック、再び!!」。通称「バリはん」。若者（リアル）ボディである若き超人ニルスと、老人ボディであるジージョマンの2人が合体した超人。
復活超人オリンピック ザ・レザレクションではスウェーデン代表として登場。決勝トーナメントに進出し、シード権を獲得するも対戦相手のキン肉万太郎に敗れる。その後アイドル超人軍として悪魔の種子との戦いに参加し、以後はアイドル超人として活動している。
若者ボディ時は、ニルスの右腕にジージョマンを宿した状態となり、パワー攻撃を得意とする。ニルスの体がジージョマンの腹部に収まった老人ボディ時は、寝技、関節技などを得意としており、状況に応じて2つのボディを使い分けて闘う。また、ジージョマンは万太郎同様にギャグや下品なネタを担当することが多く、試合中でも女性の下着や自身のイボ痔を利用するファイトを見せている。
ニルスは責任感の強い真面目な性格で、反対にジージョマンは無類のスケベである。超人オリンピック編では真剣にバリアフリーについて考えるニルスと、ギャル目当てで戦うジージョマンとの間に大きな意見の食い違いが起こっていた。

## 略歴

### 2人の遭遇
かつてジージョマンはスウェーデンで活躍し、寝技と関節技の達人として国から最大の評価を受けた超人だったが、無類のスケベであり、女性へ度の越えたワイセツ行為を繰り返していた。その行為を見るに見かねた超人協会から問題視され、呪術師により何かに取り付かないと生きられない身体にされてしまい、ダーラナ地方の森深くの巨木に封じ込められていた。
その200年後、ダーラナの介護施設に働く超人・ニルスは全世界に理想のバリアフリー社会建設を訴えるために超人レスリングにデビューするが実力がなく連戦連敗を喫していた。
失意の中、ある日薪を集めに森に行き、自分の実力のなさを嘆いていたニルスは森の奥で巨木に閉じ込められていたジージョマンと出会う。力を欲していたニルスにジージョマンは力を与える代わりに自分の右腕を差し出すことを要求する。一度は躊躇するニルスだったが、ジージョマンに言いくるめられ、持っていた斧で右腕を切断しジージョマンを棲まわせ、合体超人バリアフリーマンとなる。アニメではニルスの右腕は切断されずに、そのままジージョマンを右腕に取り付かせている。

### 超人オリンピックにて
バリアフリーマンとなったニルスは国内の格闘技大会では連戦連勝の負け知らずとなり、その余勢で超人オリンピックのスウェーデン代表の座を手に入れる。予選をその変身能力で難なくクリアしたバリアフリーマンはシード権を得て、キン肉万太郎と対戦が決定。
万太郎と右腕のジージョマンのスケベ振りから当初は「変態超人宇宙一決定戦」と謳われたが、大阪・新世界にて老人たちを巨大な看板から救い、さらにはポケットマネーで1000人分のチケットを購入し老人たちを招待して観客から人気を集めた。
試合では老人たちの声援とジージョマンの老獪な戦術で万太郎を追い詰めるがジージョマンの横暴さに気付いた観客の指摘により、バリアフリー社会建設のために闘うニルスと若いギャルにもてるために闘うにジージョマンの間の考えの違いが露わとなり始め、ジージョマンは内情を暴露する。
味方であった老人やギャルから声援を貰えず、怒りに燃える万太郎の攻撃を受けたジージョマンはニルスの身体から脱出を試みるが、最後はニルスが望んで万太郎の攻撃を喰らい敗れ去った。だが試合には敗れたもののニルスは最後に自分を取り戻したため、充実感を得ていた。右腕から抜け出たジージョマンは棲む所がなくなり苦しんでいたが、ニルスは彼を右腕に棲まわせることを「バリアフリーの一環」として受け止め、彼を再び右手に棲まわせその場を去って行く。
第2回キャラクター人気投票では第9位にランク入り。

### アイドル超人軍として
悪魔の種子編では超人オリンピック終了後、万太郎の危機と知り、スカーフェイスをリーダーとしたアイドル超人軍を結成。ジェネラル・パラストのゲートバリヤーを通過してデーモンシードに痛めつけられる万太郎を救い、五稜郭にてザ・タトゥーマンと対戦。
立派な正義超人へと成長を遂げたニルスと自分の生涯を悔い改めるために闘うジージョマンの連携と秘策により引き分けに持ち込む。
その後、悪魔の胎内で正義超人の骸で出来た大黒柱骨の一部にされるが、最後にはリボーンダイアモンドにより他の仲間と共に復活した。

### 究極の超人タッグ編
時間超人により肉体消滅の危機にあるケビンマスクを救うために「タイムワープの8超人」に志願し、20世紀へタイムワープ。本シリーズではニルスのボディは出番が無く、ジージョマンとしての活躍がメインとなっていた。
無事20世紀に着き、時間超人への妨害が成功したかに見えたが、あるトラブルでケビンマスク消滅を止めることに失敗する。新世代超人たちも時間超人と同じく悪行超人として疑われ、さらにバリアフリーマンは当初20世紀のミートに（新世代を名乗りながら）老超人であることに疑問を投げかけられていた。さらに彼らの登場で優勝トロフィーがザ・マシンガンズを最強タッグと認めなくなったため、新世代超人・時間超人も含めて再びタッグトーナメントが開催。イリューヒンと「火の玉・飛爺隊」を組み「究極の超人タッグ」に出場。
突如行われた「間引きバトルロイヤル」にてザ・マシンガンズを救うため、時間超人と闘うが苦戦。その後、万太郎とコンビを組んだ3代目キン肉マングレート（カオス）に希望を見出し、彼を救うためにヘル・イクスパンションズ（ネプチューンマン、セイウチン）のクロス・ボンバーを受け、ジージョマンの顔を剥がされる。
その後、霊体として時間超人の“伝説”破壊鐘に苦しむジェロニモを救い、ブラックボックスから放たれる音波をジェロニモのアパッチの断末魔と共鳴させ、サンダーの“伝説”破壊鐘を粉砕した。
2回戦のヘルズベアーズ対ヘル・イクスパンションズにおいては、同じく顔を剥がされたチェック・メイトやスカーフェイスと共にセイウチンの前に現れ、彼を説得。正義超人に戻すことに成功する。その後は死亡したカオスの残したピラリアの花の起こした奇跡により、剥がされた顔は完治していた。

## 主要対戦成績
- シングルマッチ
  - ×キン肉万太郎（マッスル・ミレニアム）
  - △ザ・タトゥーマン（両者KO）
- タッグマッチ
  - 究極の超人タッグ・間引きバトルロイヤル敗退

## 得意技
楢山バック・ブリーカー（ナラヤマバック・ブリーカー）
ジージョマンが日本の「楢山まいり」をモチーフに編み出した技。後ろ向き状態の相手の両足を肋骨の「ライオン・マウス」で捕らえて、背中を自分の頭に乗せる。そのまま相手の両腕を取り、自分の頭を支点にして極めるバック・ブリーカー。
ニルス状態は相手の両足を脇で締めるため、かかりが浅くなる。
ライオン・マウス
ジージョマン状態のとき、自身の肋骨の上下の隙間を大きく広げる能力。
クローズ・オンズ・リブ
ジージョマン状態のとき、「ライオン・マウス」で肋骨の隙間を広げ、肋骨と肋骨で相手の体を挟み込む技。
うつ伏せの相手の両足首をクローズ・オンズ・リブで挟めば、必殺技の楢山バック・ブリーカーへの布石となる。
鶴は千年亀は万年パンチ（つるはせんねん かめはまんねんパンチ）
ジージョマンの状態での技。マウントポジションからの掌底。一見威力が無さそうに見えるが、ガードの隙間の急所を的確に捉える掌底を連続して繰り出すことにより、相手はいつのまにか大きなダメージを受ける。
さらに自身のイボ痔を相手のへそに差し込むことにより、脱出を困難にしている。
賽の河原ラリアット（さいのかわらラリアット）
ジージョマンの状態での技。たるんだ腕の皮を自分で引っ張って伸ばした状態でラリアートを繰り出す。
南無阿弥陀・仏壇返し（なむあみだ・ブツダンがえし）
マウントポジションでの肩固めの体勢から、反り投げを繰り出す技。

### タッグ技
煩悩払い吊り鐘
相手をそれぞれ空中でメキシカン・カンパーナに捕らえて、その顔面同士をぶつける技。
TOKKO・ATTACK（トッコー・アタック）
共にジャンプしたイリューヒンを、ジャーマンスープレックスの体勢で投げる。それと同時に0戦へと変形したイリューヒンに搭乗し、自らの操縦により「0戦プロペラ」で相手に体当たりを仕掛ける技。
万太郎を助けるために、MiG-29に変形して使用した際は「ファイナルTOKKO・ATTACK」と呼称。

## プロフィール
- 分類 - アイドル超人
- 出身地 -  スウェーデン[2]
- 身長体重 - 183cm 78kg[2]
- 超人強度 - 42万パワー[2]
- 口調 - ホエホエ〜
- 備考 - 痔持ち[3]、入れ歯[4]（どちらもジージョマン）

### 異名
- 全老人の希望の星[1]
- 戦慄のエロ核弾頭[5]
- 究極の癒し系超人[6]
- 無類の助平おやじ[6]

### 主な肩書き
- アイドル超人軍
- タイムワープの8超人[7]

## コンピュータゲーム
ゲームでの初登場は『キン肉マン マッスルグランプリMAX』。ジージョマン形態がメインとなっており、ニルスは一部の技でのみ登場する。
ゆでたまごはインタビューにおいて「ゲームに出ていない超人で動かしてみたら面白そうなキャラ」としてバリアフリーマンを挙げたことがあるものの、開発スタッフによると体が変形していくという特性を持つバリアフリーマンのモーションを作るのにはかなり難儀したことが語られている。